# Sebina
Sebina è un villaggio del Botswana situato nel distretto Centrale, sottodistretto di Tutume. Il villaggio, secondo il censimento del 2011, conta 3.276 abitanti.

## Località
Nel territorio del villaggio sono presenti le seguenti 3 località:
- Cross Roads di 51 abitanti,
- Phanga di 68 abitanti,
- Sebina Lands di 292 abitanti